# 풍경사진

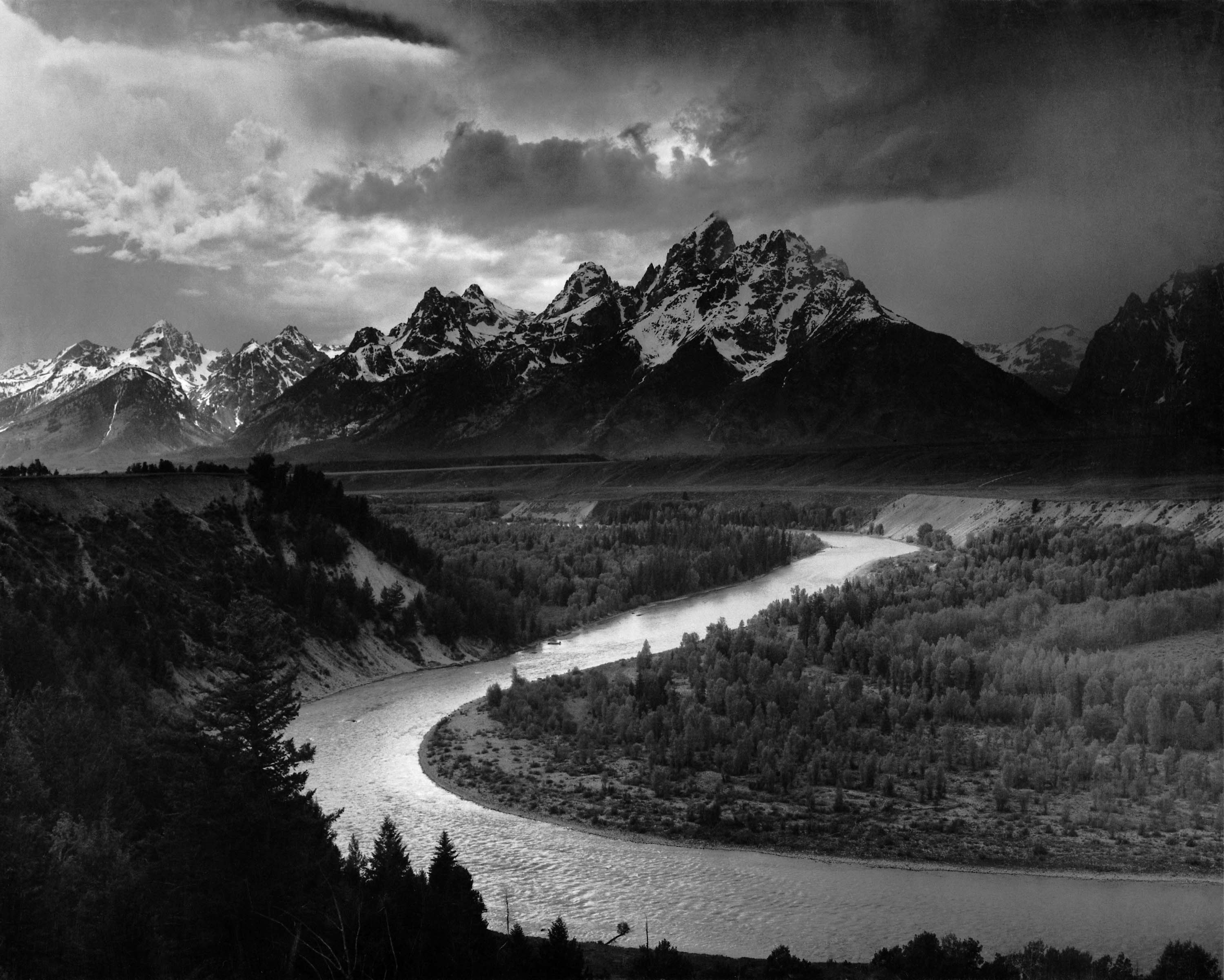

풍경사진(風景寫眞)은 풍경을 촬영 한 사진 작품이다. 여기서의 풍경은 자연의 풍경뿐만 아니라 인공적인 풍경, 즉 도시나 건물 등을 포함한다. 도시를 촬영 한 경우에는 도시사진, 건물을 촬영 한 경우에는 건축사진, 자연의 풍경을 촬영 한 경우에는 자연사진, 자연 중에서도 산을 촬영한 경우에는 산악사진이라고 할 수 있다. 철도사진의 영역에서도 풍경사진으로 철도를 찍을 것도 많다. 풍경사진은 엽서 기념품인 경우도 많다.
많은 풍경 사진은 인간의 활동을 거의 또는 전혀 보여주지 않으며 인간의 영향이 전혀 없는 순수하고 오염되지 않은 자연 묘사를 추구하는 대신 뚜렷하게 정의된 지형, 날씨 및 주변광과 같은 주제를 담기 위해 만들어졌다. 대부분의 예술 형태와 마찬가지로 풍경 사진의 정의는 광범위하며 시골이나 도시 환경, 산업 지역 또는 자연 사진이 포함될 수 있다.

## 환경주의
가장 중요하고 유명한 풍경 사진작가 중 일부는 자연 환경의 아름다움에 대한 감상과 그것이 보존되기를 바라는 열망에서 동기를 부여받았다. 19세기 중반 윌리엄 헨리 잭슨(William Henry Jackson)의 작업은 1872년 의회가 미국 최초의 국립공원인 옐로스톤을 지정하도록 설득하는 데 중요한 역할을 했다. 시에라 클럽(Sierra Club)을 위해 필립 하이드(Philip Hyde)가 제작한 사진은 20세기 미국 서부의 자연 장소 보존을 촉진하는 데 광범위하게 사용되었다. 유명한 풍경 사진작가인 v는 야생 보호와 환경 의식 함양에 대한 그의 작업의 영향을 인정받아 보존 봉사상과 대통령 자유 메달을 모두 받았다.

## 같이 보기
- 항공 사진
- 풍경화
- 수중사진